# Ivan Evseev
Ivan Evseev (n. 11 august 1937, Tulcea – d. 1 mai 2008, Timișoara) a fost un filolog, lingvist, profesor universitar și scriitor român, {{|jvfigură luminoasă}} a Revoluției din Decembrie 1989, cunoscut pentru contribuțiile sale în domeniul semanticii, simbolisticii și mitologiei românești.

## Biografie
Între 1951 și 1954, urmează cursurile Școlii Pedagogice din București, iar între 1955 și 1960 este student la Facultatea de Filologie a Universității din Leningrad.
În 1960 este repartizat la Facultatea de Filologie a Institutului Pedagogic din Timișoara. Din 1964 până în 2008 activează ca și cadru didactic la Catedra de limba rusă a Facultății de Filologie, Universitatea de Vest din Timișoara (din 1971 – conferențiar, din 1981 – profesor).
În 1971 își susține teza de doctorat cu titlul Semantica verbului. Între 1971 și 1975 este șef al Catedrei de limba rusă.

## Activitatea în Revoluția din Decembrie 1989
În primele zile ale Revoluției din Decembrie 1989, Ivan Evseev s-a numărat printre cei care au urcat la Balconul Operei din Timișoara. Conștient de valoarea documentară a momentelor, a colectat mesajele scrise de manifestanți, considerând că „aceste texte ale Revoluției trebuie să ajungă până la copiii și nepoții celor care au trăit clipele sublime ale Timișoarei”.
Evseev povestea că purta „o sacoșă de plastic în care am strâns o parte din mesajele primite de către comandamentul Revoluției, în zilele de 21 și 22 decembrie 1989, de la cetățenii adunați în piață”, transmise printr-un lanț uman de tineri cățărați pe fațada teatrului. Majoritatea mesajelor erau citite la microfon, având un efect catalizator asupra mulțimii.
„Celebra sacoșă” se află astăzi la Memorialul Revoluției din Timișoara.
În 1992, prin decret prezidențial, i-a fost conferit titlul de „Luptător pentru victoria Revoluției române din Decembrie 1989” și medalia „Revoluția română din Decembrie 1989”.

## Lucrări publicate
- Dicționar analogic și de sinonime al limbii române (1978, în colaborare)
- Cuvânt – simbol – mit (1983)
- Dicționar de simboluri și arhetipuri culturale (1994)
- Dicționar de magie, demonologie și mitologie românească (1998)
- Enciclopedia semnelor și simbolurilor culturale (1999)
- Gândurile și tristețile unui rus lipovean (2005)
- Enciclopedia simbolurilor religioase și arhetipurilor culturale (2007)

## Distincții
- Premiul național Ethnos (1998)
- Premiul Opera Omnia al Academiei Române (1999)
- Ordinul național „Serviciul Credincios” în grad de cavaler (2002)
- Titlul de „Luptător pentru victoria Revoluției române din Decembrie 1989” și medalia „Revoluția română din Decembrie 1989” (1992)

## Aprecieri
Ivan Evseev a fost iubit și respectat de studenți și colegi. Printre caracterizările sale:
„un Om, un Simbol” (Onufrie Vințeler)
„Lomonosovul lipovenilor” (Ecaterina Fodor)
„un Om al Cetății” (Mariana Cernicova)
„un spirit de tentație enciclopedică” (Livius Ciocârlie)
„savantul umanist” (Marin Bucă)
„un cetățean de onoare al obștei academice” (Richard Sârbu)
„un cărturar de profunzime” (Petru Ardelean)
„un om cu o inimă cât stepa și gândul cât Carpații” (Crișu Dascălu)
„personalitate creatoare de prim rang” (Victor Vascenco)
„îngemânarea fericită a unei minți ascuțite și mereu iscoditoare cu o putere de muncă deosebită” (Valentin Moldovan)
„un Constructor” (Adrian Dinu Rachieru)
„un model demn de urmat” (Svetlana Moldovan)
„omul cu conștiința datoriei” (Axinia Crasovschi)
„voinicul născut cu cartea în mână” (Passionaria Stoicescu)
„un bildungsprofesor” (Liubinca Perinaț Stancov)
„profesorul universitar cu vocația desăvârșirii” (Gheorghe Secheșan)
„profesorul cu vocația întemeietorului” (Tihomir Milin)
„un fin cunoscător al două limbi, culturi și civilizații, cea română și cea rusă, un cercetător autentic, reputat specialist” (Daniela Gheltofan)
„înțeleptul” (Miron Ignat)